# NGC 7722
NGC 7722 is een spiraalvormig sterrenstelsel in het sterrenbeeld Pegasus. Het hemelobject werd op 12 augustus 1864 ontdekt door de Duits-Deense astronoom Heinrich Louis d'Arrest.

## Synoniemen
- UGC 12718
- MCG 3-60-17
- ZWG 455.35
- IRAS 23361+1540
- PGC 71993